# Princess Elizabeth
Le Princess Elizabeth (1926-1927) est un bateau  à vapeur à roues à aubes (paddle steamer), d'origine britannique, qui s'est illustré pendant la Seconde Guerre mondiale, lors de la bataille de Dunkerque. Il fut utilisé initialement comme caboteur, affecté au transport passagers ; de retour à Dunkerque, il fut un temps reconverti dans l'évènementiel et a servi comme accueil à la base de voile. Il abrite aujourd'hui un restaurant et un salon de thé.

## Historique
Ce navire fut construit en 1926-1927 par la société Day Summers établie à Northam (en), pour le compte de la Southampton Isle of Wight and South of England Royal Mail Steam Packet Company Ltd. Le navire est baptisé Princess Elizabeth en l'honneur de la naissance de la petite-fille du roi George V, la princesse Élisabeth, future reine du Royaume-Uni,.
Il est d'abord utilisé de manière très polyvalente, notamment pour transporter des passagers le long de la côte sud de l'Angleterre, par exemple l'été pour des excursions entre Southampton, Cowes ou l'île de Wight. Il servira aussi de ferry grâce à son pont renforcé.
Lors de la Seconde Guerre mondiale, en septembre 1939, il est réquisitionné comme dragueur de mines par la Royal Navy en raison de son faible tirant d’eau. Son pont avant est alors équipé d’un canon de 105 mm. Basé à Southampton  sous l'immatriculation J 111, il intègre la 10e flottille de dragueurs de mines de la patrouille de Douvres. En juin 1940, il s'illustre en participant à l'opération Dynamo lors de l'évacuation de la poche de Dunkerque, faisant partie de la noria des little ships. Il effectue ainsi quatre voyages, les trois premiers vers les plages de Bray-Dunes, le dernier vers la jetée est du port de Dunkerque. Il évacuera 1 673 soldats dont 500 Français vers Douvres. Il sera décoré à cet effet de la croix militaire « Dunkirk 1940 ». Entre 1942 et 1944 ses superstructures sont bâchées et il est employé comme navire anti-aérien.
En 1946, il reprend ses activités de cabotage à partir de Southampton mais, profitant du retour à son aspect initial, il subit quelques transformations préalables. Il est alors doté d'une motorisation diesel et son salon est agrandi sur toute la largeur du navire.  À partir de 1959, il est transformé en navire de croisière, naviguant à partir des ports de Torquay et Bornemouth.
Il parait en 1962 dans un film produit par Walt Disney, Les Enfants du capitaine Grant (titre original : In Search of the Castaways), tiré du roman de Jules Verne. En 1966 on le voit également dans le film britannique Khartoum où il joue le rôle d’un bateau à vapeur transmanche.
Sa reconversion en 1966 en casino flottant est un échec et il est à nouveau menacé de démolition. On lui enlève d'ailleurs son moteur qui prend le chemin du musée naval de Southampton. Il est cependant racheté en 1970 pour servir de restaurant de charme et de pub, amarré le long d'un des quais de la Tamise à Londres. En 1987, la Chambre syndicale typographique de Paris en fait l'acquisition, le bateau étant dans un piteux état. Après sa restauration, il est amarré sur la Seine, quai André-Citroën, aux pieds du pont Mirabeau, tout près de l'Imprimerie nationale. Il abrite l'association pour la défense de l’art typographique 
et sert notamment de galerie d’art et pour des opérations de prestige, avant d'être mis à nouveau en vente en 1998. Il est enfin racheté par la ville de Dunkerque en 1999,.

## Retour à Dunkerque
Le Princess Elizabeth arrive à Dunkerque le 3 août 1999. 
Il aurait été repéré préalablement à Paris par Michel Heluwaert qui l'aurait proposé au maire de Dunkerque, Michel Delebarre par l’intermédiaire de Jean Deweerdt, le président du Musée portuaire pour qu'il devînt le musée de l’opération Dynamo et qu'une « synergie spatiale » s'opère ainsi au sein du bassin du commerce avec l'ex-Grossherzogin Elisabeth allemand, l'actuel trois-mâts Duchesse Anne, ce qui aurait été « un beau symbole européen et dunkerquois à la fois ». D'ailleurs, un autre vestige de l'opération Dynamo est à Dunkerque : le Sainte Denise-Louise qui serait à l'abandon dans les réserves du musée à flot du Musée portuaire.

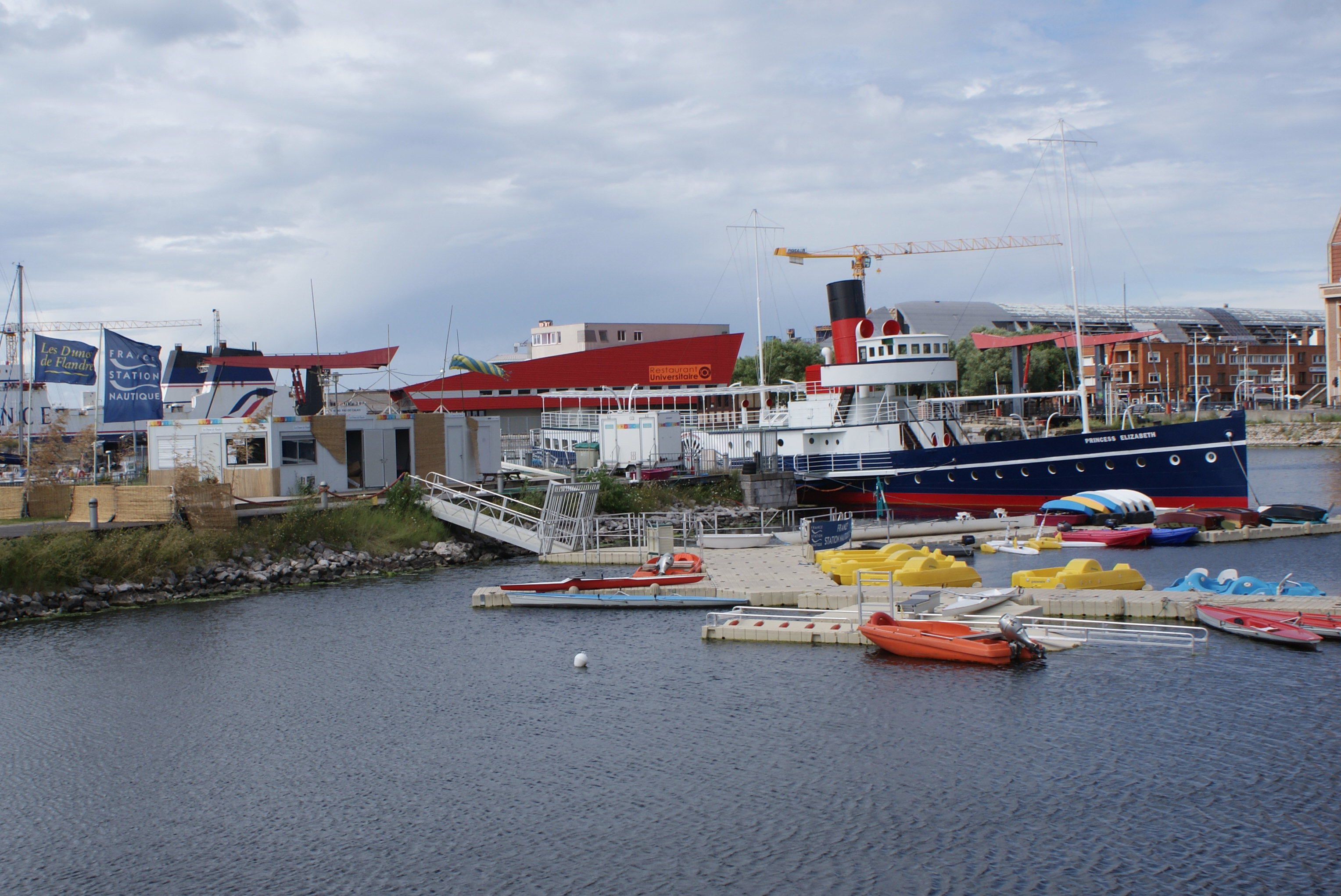
L'accueil provisoire de la base nautique devant le Princess Elizabeth en juillet 2012

Finalement, le Princess Elizabeth est d'abord confié aux bons soins de l'association Dunkerque Congrès « Kursaal ». Après avoir bénéficié d'une luxueuse restauration qui préserve cependant son style originel, il accueille ainsi les grands événements festifs de l'agglomération. Il sert ainsi de cadre original aux séminaires, réunions professionnelles, cocktails, dîners, lancements de produit et tout évènement d'entreprise, ainsi qu’aux réceptions plus familiales comme les mariages et les baptêmes. Il pouvait alors accueillir de 30 à 300 personnes. Il offrait notamment un pont extérieur de 275 m2 couvert sous auvents, un pont principal de 230 m2 et un pont inférieur de 100 m2.
Propriété de la CUD, Le Princess Elizabeth fut affecté à la base de voile du bassin du commerce en 2011 pour servir de centre d'accueil. Le navire remplaçait les préfabriqués situés au niveau du bassin de l'arrière-port, et servait de lieu privilégié au bénéfice des jeunes pour le Syndicat intercommunal des Dunes de Flandre. Auparavant, le bateau a dû néanmoins subir des travaux portant sur sa carène, mais aussi ses structures internes, afin de composer les différents espaces du centre d'accueil pour petits mousses. D'abord déplacé en janvier pour permettre le passage du trois-mâts Duchesse Anne qui lui-même partait en rénovation, il est entré aux chantiers des Arno de Dunkerque le 10 avril 2012. Le bateau a été débarrassé du plancher du pont inférieur et il est livré avec un intérieur prêt à être réaménagé. Revenu à son amarrage définitif, le bateau devait être opérationnel pour la fin 2012.
Il est amarré face au centre commercial « Pôle Marine » et face au siège de Dunkerque Grand Littoral, perpendiculairement au quai de Hull et au quai de l’Estacade. Il complète la flotte de bateaux anciens observable dans le port de Dunkerque aux côtés de la collection du musée à flot présentée par le Musée portuaire dans le port de commerce. Si le bateau donne l'impression d'avoir été conservé dans son jus, il ne reste finalement pas grand-chose du bateau d'origine : le gouvernail, les deux roues à aubes et les pavois. Un énorme flotteur en acier, sous la ligne de flottaison, maintient le navire à flot.
En juillet 2008, lors du départ de Christopher Baker consul honoraire de Grande-Bretagne à Dunkerque, promu citoyen d'honneur de cette ville par le maire Michel Delebarre, celui-ci lui a remis une gravure du Princess-Elizabeth, déclarant : « Il vient de chez toi, mais nous le gardons ». Le 26 novembre 2010, le bateau accueillait la remise du titre de Chevalier de l'ordre du Mérite à Mauricette Sauvignon, présidente de l'AJS Le bon emploi de la solidarité.
En juin 2016, il figure très fugitivement dans le film « Dunkerque (Dunkirk) » de Christopher Nolan (sorti en 2017) et se retrouve le long de la jetée est où il s'était illustré en mai-juin 1940. Il n'est pas repeint aux couleurs qu'il avait à l'époque car il y évoque le paquebot « Crested Eagle » (avec lequel il a quelques similitudes), qui fut coulé par l’aviation allemande. Pour l'occasion il est remorqué jusqu'à la jetée est.

## En 2017, un restaurant et un salon de thé
En 2016, Dunkerque Grand Littoral lance un appel à projets remporté par trois amis associés qui proposent de donner une nouvelle vie au Princess Elizabeth. Jérémy Darme, Raphaël Hertault et Jérôme Degrave souhaitent y ouvrir un restaurant dont la décoration, l'ambiance et la carte respectent et valorisent l'histoire et l'esthétique du monument. 
Depuis le 8 juillet 2017, profitant du marketing du film Dunkirk, le Princess Elizabeth est donc transformé en restaurant et en salon de thé, se voulant d'un certain standing. L'aménagement a été revu en conséquence mais n'offre guère qu'une grande salle de restaurant soignée mais très classique, si ce n'est les dix baies rectangulaires (à tribord et à bâbord) offrant une vue panoramique sur les quais Hull et l'Estacade du bassin de commerce. La décoration des autres parties, « so British » pour certains,, et la terrasse du pont supérieur surplombant l'eau peuvent séduire, ainsi qu'un menu signature, baptisé le  « 1940 », élaboré par Christophe Hagnerelle, chef au restaurant étoilé le Val d'Auge (Lille), censé évoquer l'histoire du navire pendant la seconde guerre mondiale. L’accueil et le service sont supervisés par Sébastien Callewaert, Maitre d’hôtel qui a fait ses armes notamment à La Laiterie* ou la maison Meert à Lille.
Le pont inférieur du bateau accueille une salle de réunion ou séminaire avec des éléments de décoration d'époque.
Le bateau présente désormais un peu de l'attrait touristique et patrimonial qu'il lui manquait, mais pas encore le totem du Musée de l'opération Dynamo que souhaitait son découvreur initial ; déconnecté du grand trois-mâts Duchesse Anne et de la collection de bateaux du Musée portuaire, censés redonner un semblant de vie au passé portuaire de Dunkerque.